# Anatrofobia
Gli Anatrofobia sono un gruppo musicale italiano originario del Piemonte di improvvisazione libera/jazzcore contaminato con l'elettronica.

## Storia del gruppo
Il gruppo si è formato nel 1990 a Perosa Canavese in provincia di Torino su iniziativa dei fratelli Luca ed Alessandro Cartolari e di Andrea Biondello. Lo stile jazzistico del gruppo è basato su impostazione free, quindi libero di improvvisare e sperimentare, nel loro caso con l'elettronica.
Il loro debutto, Frammenti di durata, avvenne nel 1997 per l'etichetta torinese CMC. Nel 1998 entrò nel gruppo Mario "K" Simeoni proveniente dagli Enten Eller con cui pubblicarono il secondo lavoro Ruote che girano a vuoto per la ZZZ di Fabrizio Palumbo dei Larsen e Lo scoiattolo in mezzo ad un'autostrada per la Wallace Records a cui parteciparono Gianni Trovero (tromba) e Silvia Grosso (trombone), album che ricevette il premio Darwin Stratos grazie allo sperimentalismo iniettato di hardcore e progressive.
Nel 2002 uscì il loro quarto album per la Wallace Records dal titolo Le cose non parlano, con ospiti Roberto Sassi (chitarra) e Alessio Pisani (fagotto) e cui seguì un tour italiano con alcune date in Francia.
Nel 2004 uscì sempre per la Wallace ma con una distribuzione mondiale il loro quinto album Tesa musica marginale anche questo seguito da un tour questa volta europeo.
Nel 2007 è uscito il loro sesto album Brevi momenti di presenza registrato in presa diretta senza sovraincisioni.

## Formazione
- Alessandro Cartolari - sax, samples
- Luca Cartolari - basso, samples
- Andrea Biondello - batteria
- Mario "K" Simeoni - flauto, sax tenore (1998-2002)

## Discografia

### Album in studio
- 1997 - Frammenti di durata (CMC)
- 1999 - Ruote che girano a vuoto (zzz Productions)
- 2000 - Lo scoiattolo in mezzo ad un'autostrada  (Wallace Records)
- 2002 - Le cose non parlano (Wallace Records)
- 2004 - Tesa musica marginale  (Wallace Records)
- 2007 - Brevi momenti di presenza (Wallace Records)
- 2020 - Canto Fermo (Lizard Records - Wallace Records)[4]

### Compilation
- 2004 - The Letters - An Unconventional Italian Guide to King Crimson con il brano A Sailor's Tale, album tributo ai King Crimson